# Chusquea attenuata
Chusquea attenuata là một loài thực vật có hoa trong họ Hòa thảo. Loài này được (Döll) L.G.Clark mô tả khoa học đầu tiên năm 1993.